# 三橋大樹
三橋 大樹（みつはし おおき、1971年11月15日 - ）はNHKのシニアアナウンサー。

## 人物
ポルトガル生まれ、神奈川県鎌倉市育ち。
清泉小学校、攻玉社中学校・高等学校、中央大学を卒業後、1994年（平成6年）に入局。

## 現在の担当番組
- ＃金曜やまなし キャスター （2022年4月 - ）
- Newsかいドキ  中継リポート・キャスター代行等
- 山梨県のニュース

## 過去の担当番組
松江放送局時代
- 島根県のニュース・中継・リポート
- みっちゃんの島根食べちゃうぞ!（企画制作＆リポーター）
- イブニングネットワークしまね キャスター
- ゆく年くる年（1997 - 98年・日本五大稲荷の一つ太皷谷稲成神社より生ナレーション）

長野放送局時代
- イブニング 信州キャスター
- 信州たべもの王国（企画制作＆リポーター）
- シドニーオリンピック BS速報キャスター（2000年8月）
- 長野県のニュース・中継・リポート

名古屋放送局時代
- NHKニュースおはよう東海（2003年4月 - 2005年3月）
- アテネオリンピック BS特番「マラソン 時間短縮への挑戦！」リポーター（2004年8月）
- ウイークエンド中部（2005年4月 - 2006年3月）
- ホリデーインタビュー（2006年1月9日）ジョン・ギャスライトにインタビュー
- 生中継 ふるさと一番!（2006年6月7日）中継お届け人
- 情報フレッシュ便 さらさらサラダ「アナたに聞きたい」に登場（2006年9月19日）
- 年越しラジオ ゆく年くる年（2006 - 07年・開港100周年を迎える名古屋港 より生レポート）
- 情報フレッシュ便 さらさらサラダ 司会（2007年4月 - 2008年3月）
- 東海北陸のニュース・中継・リポート

ラジオセンター時代（1度目）
- 今夜も大入り!渋谷・極楽亭（2008年4月 - 2010年3月）森口博子とともにメイン司会を担当、立川志らく、柳家喬太郎、林家彦いち、林家木久蔵は隔週で出演
- いとしのオールディーズ（2008年4月 - 2010年3月）
- NHKガイド（2008年4月 - 2010年3月）

東京アナウンス室時代
- NHK BSニュース
- NHKニュースおはよう日本・関東甲信越 リポーター
- 首都圏ネットワーク（文化流行最前線 リポーター）
- 首都圏ネットワーク・首都圏ニュース845（2010年8月9日 - 8月13日・池田達郎のキャスター代行）
- 平成23年 東京消防出初式 ～江東区有明・東京ビッグサイト～ 特番キャスター（2011年1月6日）ゲスト；安めぐみ

沖縄放送局時代
- NEWSおきなわ610 キャスター（2011年4月 - 2013年3月）
- NEWSおきなわ610（金）コーナー「黄金言葉（くがにくぅとぅば）」企画制作（ゲスト；平良とみ、照屋林賢、名嘉睦稔、泉&やよい、川満しぇんしぇー など）
- BS時代劇テンペスト特番インタビュー（真鶴／孫寧温役；仲間由紀恵、聞得大君／真牛役；高岡早紀、王妃役；若村麻由美、原作；池上永一）
- BS時代劇テンペスト特番、DVD特典DISC「メイキング オブ “テンペスト” 絢爛豪華な琉球王国の世界」ナレーション
- 連続テレビ小説「純と愛」特番インタビュー（ヒロイン・狩野（待田）純役；夏菜、待田愛役；風間俊介、狩野正役；速水もこみち、狩野善行役；武田鉄矢、脚本；遊川和彦）
- おきなわHOTeye キャスター（2013年4月 - 2015年3月）
- 平成23年 沖縄全戦没者追悼式（沖縄県糸満市・平和祈念公園から中継）特番キャスター
- 平成24年 沖縄全戦没者追悼式（沖縄県糸満市・平和祈念公園から中継）特番キャスター
- 平成25年 沖縄全戦没者追悼式（沖縄県糸満市・平和祈念公園）追悼式典 司会
- 沖縄熱中倶楽部 司会
- ゆく年くる年（2011 - 12年・琉球八社の一つ 波上宮 より生ナレーション）
- ラジオ文芸館 『サトウキビの森』作・池上永一（朗読・2012年2月11日）
- 2014年沖縄県知事選挙 仲井真弘多氏 報道代表インタビュー（2014年11月16日）
- ひるブラ「島の塩は"雪景色"」～沖縄・うるま市～（2014年4月22日）秋元才加とW司会、スタジオゲスト；中尾彬
- ひるブラ「森の恵み"やんばる"の村」～沖縄・国頭（くにがみ）村～（2014年4月23日）秋元才加とW司会、スタジオゲスト；澤部佑（ハライチ）

宇都宮放送局時代
- とちぎ640 キャスター（2016年度までは大沢幸広、礒野佑子と隔週）
- ひるまえ ほっと（編責）
- NHKジャーナル（2014年8月18日 - 29日・永井克典のキャスター代行）
- Nスペ5min.『変貌するPKO 現場からの報告』（ナレーション・2017年5月28日）
- ひるブラ「大迫力！ダム探検ツアー」～栃木・日光市～（2017年7月3日）鈴木あきえとW司会、スタジオゲスト：中山秀征
- 衆院選2017 開票速報キャスター（2017年10月22日）
- ひるまえ ほっと「日本初の国際クリケット場 誕生!」〜栃木・佐野市〜（2018年8月リポート制作）
- 旬感☆ゴトーチ!「五感で味わう大田原の魅力!」～栃木・大田原市～（2018年9月10日）佐藤美希とW司会、スタジオゲスト；中山秀征
- ちょこトチ!（編責）
- ラジオ文芸館『長良川』作・原田マハ（朗読・2018年3月17日）

長崎放送局時代
- 長崎ニュース845
- イブニング長崎（不定期・渡辺健太のキャスター代行）
- 長野県のニュース・生活情報放送（2019年10月の令和元年東日本台風発生による災害応援）
- 『中継 38年ぶり ローマ教皇 長崎訪問（2019年11月24日）』特番キャスター ゲスト：作家＆写真家 星野博美
- ウェルカム!九州沖縄「長崎・五島列島 星空の絶景にレトロなまちなみ」（2019年12月）出演 & 制作
- はっけんラジオ「活動していますか? あなたの町の『自主防災組織』」（2020年2月7日）キャスター＆制作

ラジオセンター時代（2度目）
- らじるラボ「らじる文庫」『山野草』作・徳冨蘆花（朗読・2021年8月24日、25日）
- らじるラボ「ドゥ・ザ・シャッフル」に出演

スポンテニアの『同じ空みつめてるあなたに』を曲紹介（2021年10月）
- ラジオ文芸館『魔術』『捨児』作・芥川龍之介（朗読・2021年10月25日）
- マイあさ!（ラジオ第1放送）（祝日を除く月曜 - 金曜）ニュースリーダー（2020年3月30日 - 2022年4月1日）
- NHKニュース - ラジオニュース（月曜 - 金曜の午前10時30分、11時台担当）、全国の気象情報（月曜 - 金曜の午前8時55分）

甲府放送局時代